# Friedrich Ritter
Friedrich Ritter (1898 – 9 aprile 1989) è stato un botanico tedesco che raccolse e descrisse molte specie di cactus.
Il genere di cactus Ritterocereus gli fu dedicato. 
Aztekium ritteri porta questo nome in suo onore.
| F.Ritter è l'abbreviazione standard utilizzata per le piante descritte da Friedrich Ritter. Consulta l'elenco delle piante assegnate a questo autore dall'IPNI. |

| Controllo di autorità | VIAF (EN) 100290601 · ISNI (EN) 0000 0001 1845 3321 · LCCN (EN) n82032126 · GND (DE) 119355213 · J9U (EN, HE) 987007433459705171 |